# Азерин
Азерин (азерб. Azərin, имя при рождении — Анаханым Этибар кызы Тагиева, азерб. Anaxanım Etibar qızı Tağıyeva) (род. 9 мая 1971, Баку) — азербайджанская певица, капитан Вооружённых Сил Азербайджана. Народная артистка Азербайджана (2015).

## Карьера
С 1976 года солист азербайджанского государственного телевидения и радио. Солистка Вооружённых Сил Азербайджана.
В 2001 году получила премию музыкального конкурса «Голос Азии». Выступала с концертами в США, Южной Корее, Белоруссии, Казахстане, Грузии, Нидерландах, Бельгии, Италии, Израиле, Литве, Латвии, Китае, Дании, Великобритании, Германии, Австрии, Швеции, России и Турции.
Ведущая телевизионных шоу на турецком телевидении.
Окончила факультет вокала. Выступала с Азербайджанским государственным камерным оркестром.
Лауреат премии имени Мухсина Язычыоглу – «Basın ödülü» (2013, Турция).
Народная артистка Азербайджана (2015). Лауреат конкурса «Бакинская осень-90».

## Дискография

### Альбомы
- «Azerin 1» 2001
- «Çırpınırdın Karadeniz» 2003 («Бушевало Чёрное море»)
- «Azerin 2» 2006
- «Yüreklerde biriz» 2015[10]